# Zeppelin (pel·lícula)
|  | Aquest article tracta sobre una pel·lícula. Vegeu-ne altres significats a «Zeppelin (desambiguació)». |

Zeppelin és una pel·lícula britànica dirigida per Étienne Périer el 1971. Ha estat doblada al català.

## Argument
Durant la Primera Guerra mundial, soldats alemanys intenten, amb l'ajuda d'un zepelí, robar la Carta Magna amagada en un castell escocès.

## Repartiment
- Michael York: tinent Geoffrey Richter-Douglas
- Elke Sommer: Erika Altschul
- Peter Carsten: Major Tauntler
- Marius Goring: Professor Altschul
- Anton Diffring: Coronel Hirsch
- Andrew Keir: Von Gorian
- Rupert Davies: Capità Whitney
- Alexandra Stewart: Stephanie
- William Marlowe: Anderson
- Richard Hurndall: Blinker Hall
- Michael Robbins: el sergent
- George Mikell: l'oficial alemany
- Clive Morton: Lord Delford
- Gary Waldhorn: Harlich
- Alan Rothwell: Brandner
- Ronald Adam: el Primer ministre
- Frazer Hines: l'operador radio
- Ruth Kettlewell: Sra. Parker
- Ray Lonnen: Sergent Grant